# Пауло Изидоро
Пауло Изидоро де Жезус (порт.-браз. Paulo Isidoro de Jesus; род. 3 августа 1953 года, Матозиньюс) — бразильский футболист, выступавший на позиции полузащитника.

## Биография
Пауло Изидоро начал заниматься футболом в любительской команде «Идеал». Массажист команды, Иринеу, способствовал продолжению карьеры игрока в профессиональном футболе. В 1973 году Пауло Изидоро присоединился к «Атлетико Минейро», его стали пробовать на позиции нападающего, однако новым Убальдо Мирандой он не стал. Он был отдан в годичную аренду в «Насьонал Манаус».
Однако Изидоро не заиграл в «Насьонале» и вернулся в Белу-Оризонти в 1976 году, совет директоров хотел продлить арендное соглашение, но «Насьонал» отказался. Затем всё-таки Теле Сантана дал ему шанс проявить себя в первой команде. Пауло Изидоро никогда до этого не допускался к играм в первой команде, но на этот раз был одобрен. Оказалось, это был ловкий и умелый полузащитник. После того, как Пауло Изидоро оказался в первой команде «петухов», улучшилась техника полузащиты, он часто отдавал голевые передачи на Жозе Рейналдо. Таким образом была сформирована сыгранная команда.
Наряду с Рейналдо и Марсело Пауло Изидоро был в центре внимания в финале плей-офф чемпионата Бразилии 1977 года против «Сан-Паулу». Тренер «Атлетико», Барбатана, отбывал дисквалификацию. Он не поставил в основу Марсело и Пауло Изидоро вместе, несмотря на то, что эта связка была очень удачно сыграна, начиная с молодёжного состава. Паулу Исидоро, неоднократно конфликтовавший с тренером (который, в свою очередь, был дисквалифицирован), начал матч со скамейки запасных, выйдя на поле вместо Марсело. В основном времени была зафиксирована безголевая ничья, всё решилось в серии пенальти, которую со счётом 3:2 выиграл «Сан-Паулу».
Кроме того, Пауло Изидоро стал регулярно вызываться в сборную Бразилии. В 1980 году он в основном проигрывал конкуренцию Эдеру из «Гремио». В 1982 году Пауло Изидоро принял участие в чемпионате мира вместе с Луизиньо, Тониньо Серезо и Эдером, сыграв в общей сложности четыре матча. В 1983 году он перешёл в «Сантос», а в 1985 году вернулся в стан «петухов».
Его хорошая физическая подготовка позволяла ему поддерживать уровень и в 32 года. В то время он играл в паре с Элзо. Он покинул «петухов» в 1986 году и продолжал свою карьеру вплоть до 40 лет. Под конец карьеры Пауло Изидоро играл в шоубол, уйдя со спорта в 44 года.